# Krzysztof Kowalczyk (agronom)
Krzysztof Kowalczyk (ur. 1963) – polski agronom, profesor nauk rolniczych, profesor Uniwersytetu Przyrodniczego w Lublinie i jego rektor w kadencji 2020–2024.

## Życiorys
W 1987 ukończył studia rolnicze na Akademii Rolniczej w Lublinie. Doktoryzował się w 1996 na macierzystej uczelni na podstawie dysertacji pt. Efekty plejotropowe genów RHt niewrażliwych na kwas giberelinowy w pszenicy zwyczajnej, której promotorem była profesor Danuta Miazga. Stopień doktora habilitowanego uzyskał w 2002 na AR w Lublinie w oparciu o pracę zatytułowaną: Identyfikacja, charakterystyka i lokalizacja supresora locus Pm8 w polskich odmianach pszenicy zwyczajnej (Triticum aestivum L.). Tytuł profesora nauk rolniczych otrzymał 23 kwietnia 2009.
Jako nauczyciel akademicki związany z Akademią Rolniczą i powstałym w jej miejsce Uniwersytetem Przyrodniczym w Lublinie, na którym w 2017 objął stanowisko profesora zwyczajnego (po zmianie prawa – profesora). W 2006 został dyrektorem Instytutu Genetyki, Hodowli i Biotechnologii Roślin. W latach 2012–2020 pełnił funkcję dziekana Wydziału Agrobioinżynierii. W lipcu 2020 został wybrany na rektora Uniwersytetu Przyrodniczego w Lublinie w kadencji 2020–2024.
Specjalizuje się w genetyce i hodowli roślin. Opublikował ponad 130 oryginalnych prac twórczych, w tym ok. 20 w czasopismach z listy JCR. W latach 1997–2004 odbył jeden półroczny i kilka sześciotygodniowych staży naukowych na Uniwersytecie Monachijskim. Został członkiem m.in. Polskiego Towarzystwa Genetycznego, Lubelskiego Towarzystwa Naukowego oraz Komitetu Fizjologii, Genetyki i Hodowli Roślin PAN.
Otrzymał Brązowy Krzyż Zasługi (2007), Złoty Medal „Zasłużony dla Nauki Polskiej Sapientia et Veritas” (2023) oraz Medal Unii Lubelskiej.